# Mihály Pollack
Pour les articles homonymes, voir Pollack.
Dans le nom hongrois Pollack Mihály, le nom de famille précède le prénom, mais cet article utilise l’ordre habituel en français Mihály Pollack, où le prénom précède le nom.
Mihály Pollack ([ˈmihaːj], [ˈpollaːk]), né le 30 août 1773 à Vienne – mort le 3 janvier 1855 à Pest, est un des plus grands architectes classiques hongrois. Sa réalisation la plus connue est le Musée national hongrois.
Son élève le plus célèbre est Miklós Ybl.

## Galerie photographique

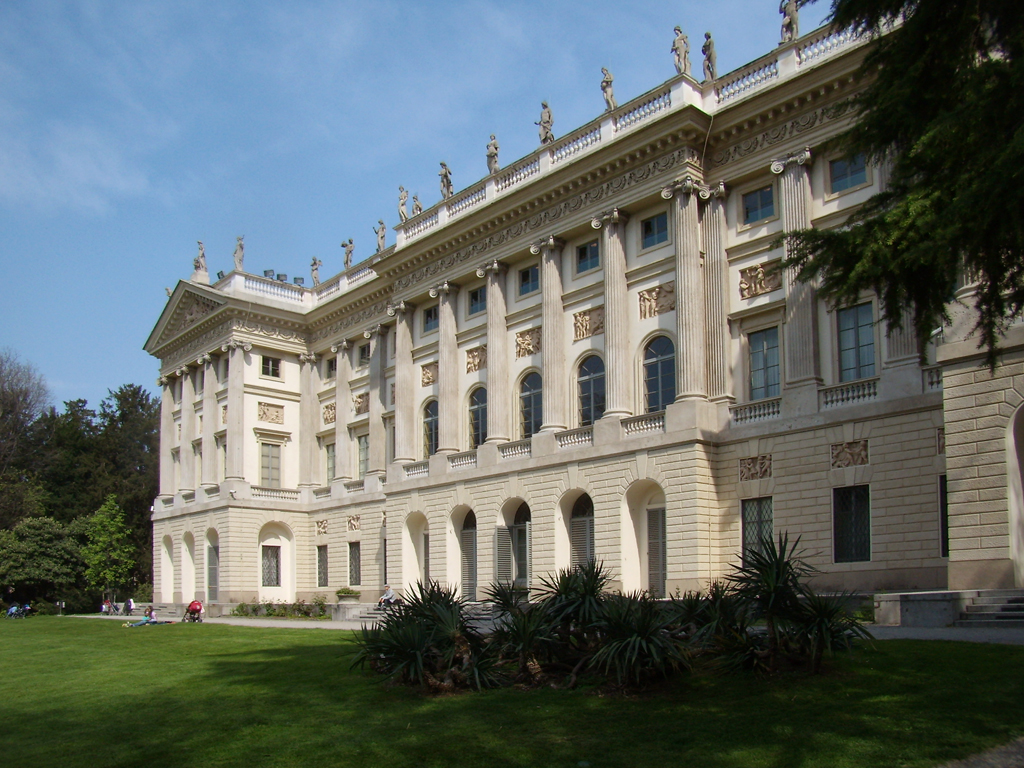
La Villa Reale à Milan
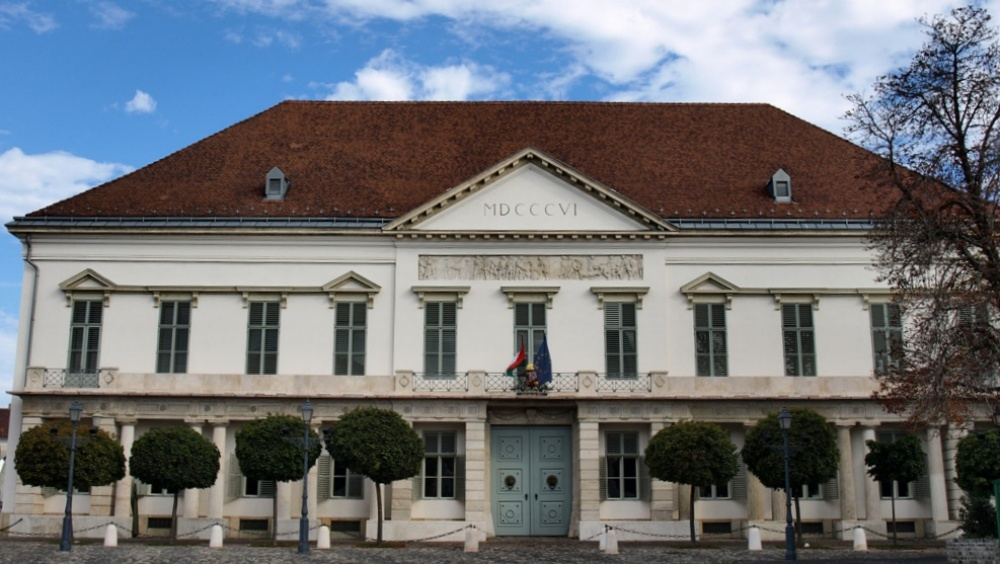
Le Palais Sándor à Budapest
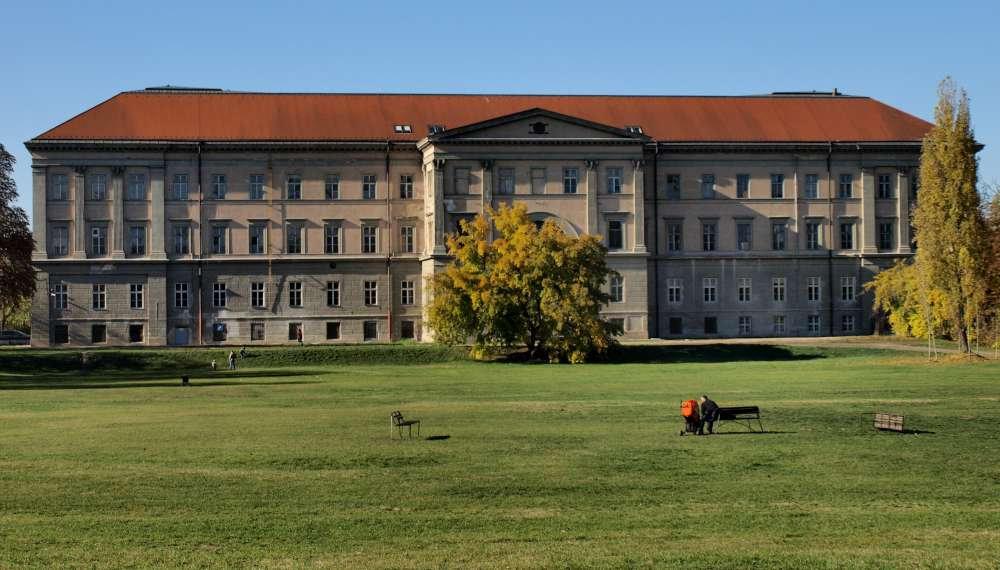
L'Académie militaire royale hongroise Ludovika sur Orczi kert
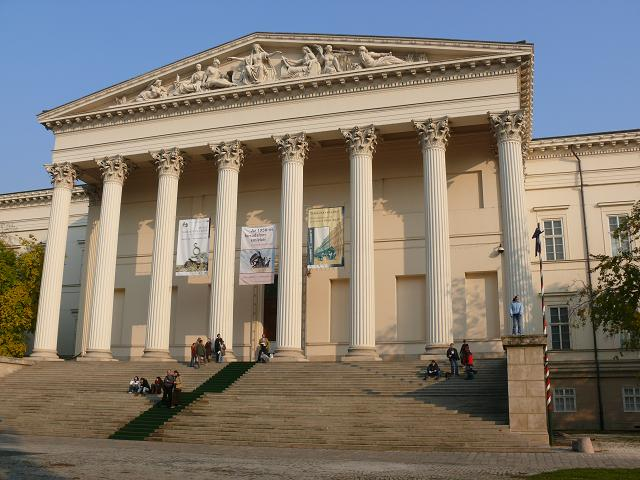
Musée national hongrois
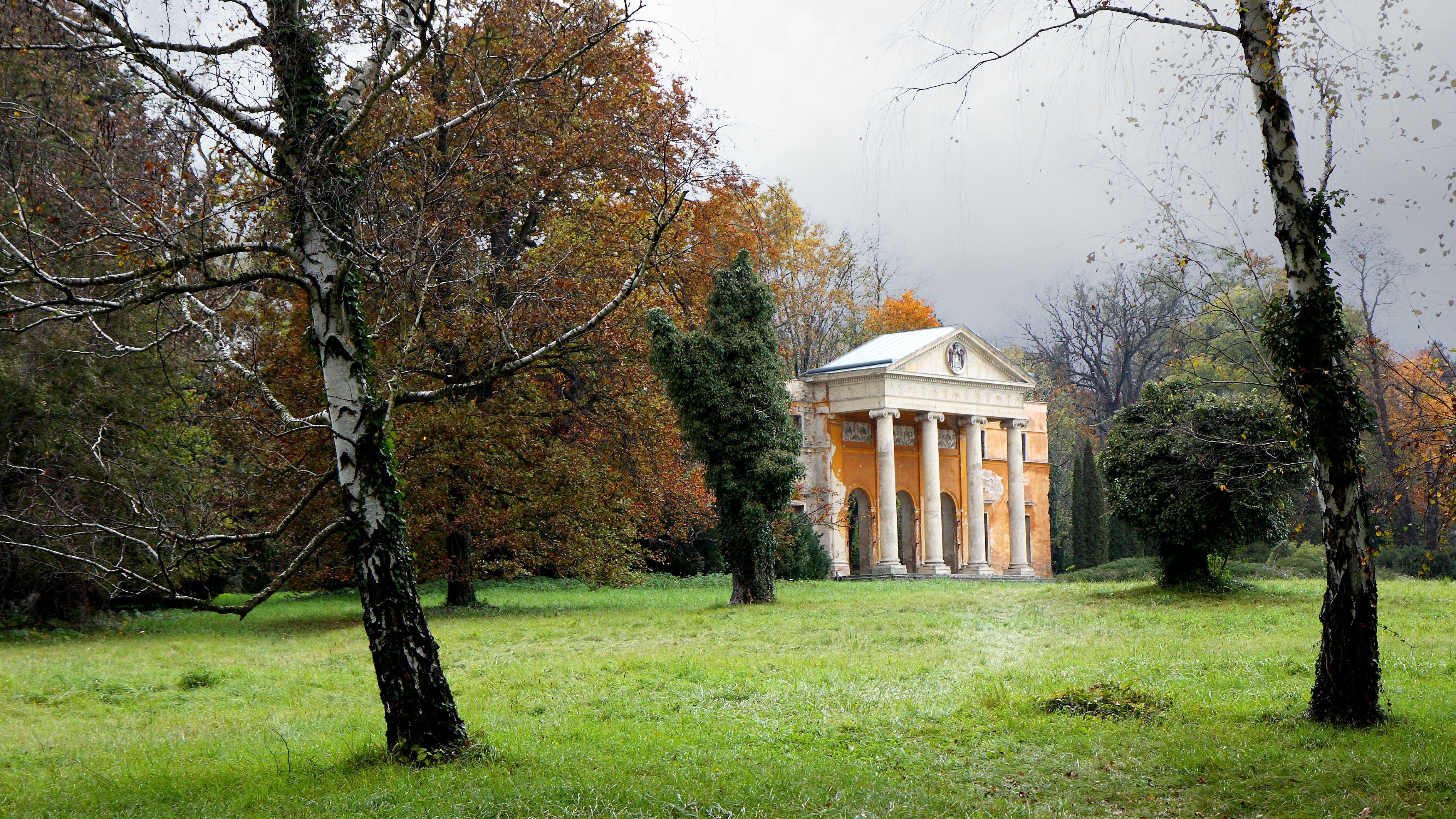
Alcsútdoboz, portikus du Palais Habsbourg (détruit)

## Honneur
L'astéroïde (210435) Pollackmihály est nommé en son honneur.